# Infauna
La infauna es la fauna o conjunto de organismos que viven entre las partículas del sedimento en el medio acuático. Excavan y se desplazan en el interior del sustrato (lodo, arena) o construyen túneles, tubos o madrigueras. Junto con la epifauna, son parte de la comunidad bentónica.
Son ejemplos de la infuana muchas bacterias y protozoos, muchos anélidos y platelmintos (turbelarios), algunos moluscos (bivalvos, caudofoveados), crustáceos (copépodos), etc.